# Konradów (Silésie)
Pour les articles homonymes, voir Konradów.
Konradów est une localité polonaise de la gmina de Blachownia, située dans le powiat de Częstochowa en voïvodie de Silésie.